# Климент XII
Климент XII (лат. Clemens PP. XII, в миру Лоренцо Корсини, итал. Lorenzo Corsini; 7 апреля 1652[…], Флоренция — 6 февраля 1740[…], Рим) — папа римский с 12 июля 1730 года по 6 февраля 1740 года.

## Ранние годы
Лоренцо Корсини родился 7 апреля 1652 года, происходил из флорентийской дворянской семьи Корсини и был сыном Бартоломео Корсини, маркиза Касильяно, и его жены Элизабетты Строцци, сестры герцога Баньюоло. Получил юридическое образование в Пизе и работал адвокатом под руководством своего дяди, кардинала Нери Корсини.
После смерти дяди и отца, в 1685 году, 33-летний Лоренцо должен был стать главой рода Корсини. Но вместо этого он отошел от дел и по обычаю того времени за 30 000 экю приобрел священнический сан.
В 1696 году Корсини был назначен генеральным казначеем и губернатором Замка Святого Ангела. Его карьера получила новый толчок во время понтификата папы Климента XI (1700—1721), которые отметил способности Корсини и в 1706 году вручил ему кардинальскую шапку, сохранив за ним должность папского казначея.
Бенедикт XIII сделал Корсини префектом папского трибунала, известного как «Segnatura di Giustizia». Он был последовательно кардиналом-священником Сан-Пьетро-ин-Винколи и кардиналом-епископом Фраскати.

## Избрание
При папе Бенедикте XIII (1724—1730) финансы Папской области находились в руках кардинала Никколо Коша и других членов курии, которые опустошили папскую казну. После четырехмесячного обсуждения Коллегия кардиналов выбрала новым папой Корсини. Семидесятивосьмилетний на момент избрания (в следующий раз в столь почтенном возрасте папой изберут лишь Бенедикта XVI в 2005 г.), новый папа Климент XII был почти слепой и очень больной. За него правил его непот, кардинал Нери Корсини.

## Папство

### Восстановление папских финансов
Первые шаги Климента XII были направлены на восстановление папских финансов. Он потребовал реституцию от министров, которые злоупотребляли доверием его предшественника. Главный виновник опустошения казны, кардинал Кошиа, был оштрафован и приговорен к десяти годам лишения свободы. Папские финансы также были улучшены за счёт возрождения публичных лотерей, которые были запрещены аскетичным Бенедиктом XIII. Вливания в казну позволили Клименту XII провести обширные программы по реконструкции городских сооружений.

### Архитектура и здания
Конкурс на украшение величественного фасада Латеранской базилики выиграл проект архитектора Алессандро Галилея. Разработанный им фасад был завершен к 1736 году. Климент XII восстановил Триумфальную арку императора Константина и построил правительственный дворец Консульта на Квиринале (архитектор Фердинандо Фуга,1732-1735). Он купил у кардинала Альбани за 60 000 экю знаменитую коллекцию статуй и других предметов искусства и пополнил ею галерею Капитолия. Он проложил новые улицы и расширил Корсо. Папа инициировал строительство Фонтана Треви, одного из символов города. Наконец, во время его правления был построен порт в Анконе, а также осушены малярийные болота в Кьяне, недалеко от озера Трасимено.

### Политические неудачи
В период понтификата Климента XII Бурбоны захватили Неаполь и изгнали из Южной Италии Габсбургов. Это вызвало новые беспорядки в Италии. «Светские владыки поспешно стремятся к тому, чтобы лишить папу всех его светских прерогатив». Эти слова одного из венецианских дипломатов предсказывали уже тогда падение папского государства, которое произошло спустя 150 лет. Папе Клименту XII обязана сохранением своей независимости Республика Сан-Марино.

### Церковные дела
В 1738 году Папа впервые осудил тайную организацию масонов.
Он причислил к лику святых Викентия де Поля и продолжил борьбу против янсенизма. Он выступал за воссоединение Римской и православных церквей, наладил связи с патриархом Коптской Церкви и убедил Армянского Патриарха снять анафему Халкидонского собора и папы Льва I (440—461).

## Смерть и погребение
Климент XII умер 6 февраля 1740 года из-за осложнений от подагры. Его останки были перенесены в его могилу в Латеранскую базилику 20 июля 1742 года. Гробница папы Климента XII находится в Капелле Корсини и была завершена скульпторами Джованни Баттиста Майни и Карло Мональди, бюст создал Филиппо делла Валле.